# メッシニアン塩分危機
| メッシニアン塩分危機の原因は何か。 地中海は本当に乾燥していたか。 気候や生物学にどのような影響を与えていたか。 通常の海洋条件はどのようにして戻ったのか。 |

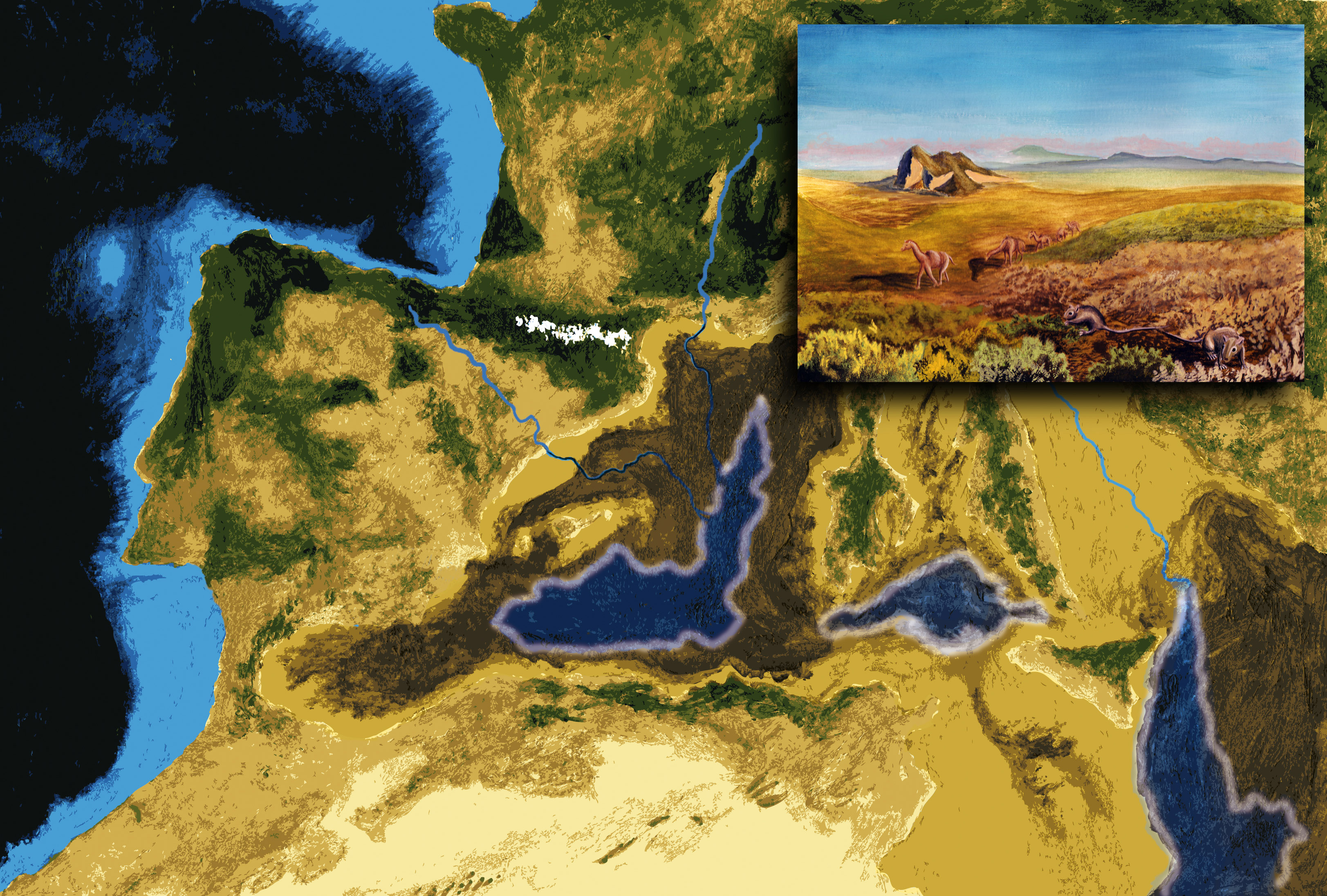
干上がった地中海のイメージ図

メッシニアン塩分危機（メッシニアンえんぶんきき、英: Messinian salinity crisis）は、中新世末期にあたるメッシニアン期後半の596万年前から533万年前に地中海の大部分が干上がった事象である。
当時唯一外海につながっていたジブラルタル海峡が地殻変動により閉ざされ、大西洋と遮断されると、海水流入が止まり地中海に閉ざされた海水が徐々に干上がっていったと考えられている。残りの水は超塩湖（塩分濃度3.5%以上）を形成しており、微生物などを除く生物は生存が難しい水であった。地中海が干上がったことによる動物の移動も起こっていたとみられる。
その後は川から多くの水が供給され、ザンクリアン洪水により再び大西洋とつながり大量の海水が流入したことでこの塩分危機は終息した。

## 研究
19世紀にスイスの地質学者、古生物学者であるカール・マイヤー・エイマーが石膏層の間の化石を調べ中新世末期のものと同定、シチリア島の都市メッシーナからメッシニアンと命名した。その後の年代測定でも地中海一帯の岩塩と石膏を含む地層はすべて同時期のものとされた。
1970年には深海掘削船グローマー・チャレンジャーが調査を行い、海水の蒸発によって形成された蒸発岩や石膏を発見し、一時的に干上がったり塩湖を形成していたことが裏付けられた。

## 原因
アフリカ大陸が北上しヨーロッパ大陸と衝突してジブラルタル海峡が塞がれたという説や、ジブラルタル海峡周辺の海洋地殻が上昇し海峡が徐々に閉ざされたという説がある。

## 紅海での危機
紅海はスエズで地中海とつながっていたが、インド洋とはつながっておらず、地中海とともに干上がったという説がある。